# Arrentières
Arrentières est une commune française située dans le département de l'Aube, en région Grand Est.
Comptant plus de 850 habitants en 1861, cette commune a vu son nombre d'habitants diminuer régulièrement pour se stabiliser aux environs de 220 au XXIe siècle.
Le château d'Arrentières, construit au XIIIe siècle, est partiellement inscrit à l'inventaire des monuments historiques ; quant à l'église paroissiale, elle contient une dizaine d'objets classés à cet inventaire.

## Géographie

### Localisation
Arrentières est un village de la Côte des Bar situé entre les communes de Montier-en-l'Isle et de Engente. À vol d'oiseau, la commune est située à 4,2 km au nord-est de Bar-sur-Aube, à 33,9 km de Chaumont et à 49,8 km de Troyes.

### Communes limitrophes
La commune est limitrophe de neuf communes :
| Lévigny           | Fresnay      | Engente                         |
| Montier-en-l'Isle | Arrentières  | Colombé-la-Fosse Colombé-le-Sec |
| Ailleville        | Bar-sur-Aube | Voigny                          |

Les grandes villes les plus proches d'Arrentières hors Paris sont Reims (122,3 km) et Dijon (106,7 km).

### Géologie et relief
La superficie de la commune est de 1 391 hectares ; son altitude varie entre 183 et 331 mètres.
La commune se situe à la confluence de la Bresse et du ruisseau des Cuvelots, au cœur du plateau calcaire. Son finage augmente de façon importante du sud au nord : 183 mètres dans la vallée et 331 mètres près de la ferme de Vernonfays.

### Hydrographie
La commune est dans la région hydrographique « la Seine de sa source au confluent de l'Oise (exclu) » au sein du bassin Seine-Normandie. Elle est drainée par la Bresse, le Vernet et le ruisseau des Cuvelots,. Arrentières est un point de confluence où se rejoignent la Bresse, un affluent de l'Aube d'une longueur totale de 12,2 km, et le ruisseau des Cuvelots,.
Jadis, les rivières du Barois actionnaient de nombreux moulins.
La Bresse, d'une longueur de 12 km, prend sa source dans la commune de Colombé-la-Fosse et se jette  dans l'Aube à Ailleville, après avoir traversé cinq communes.

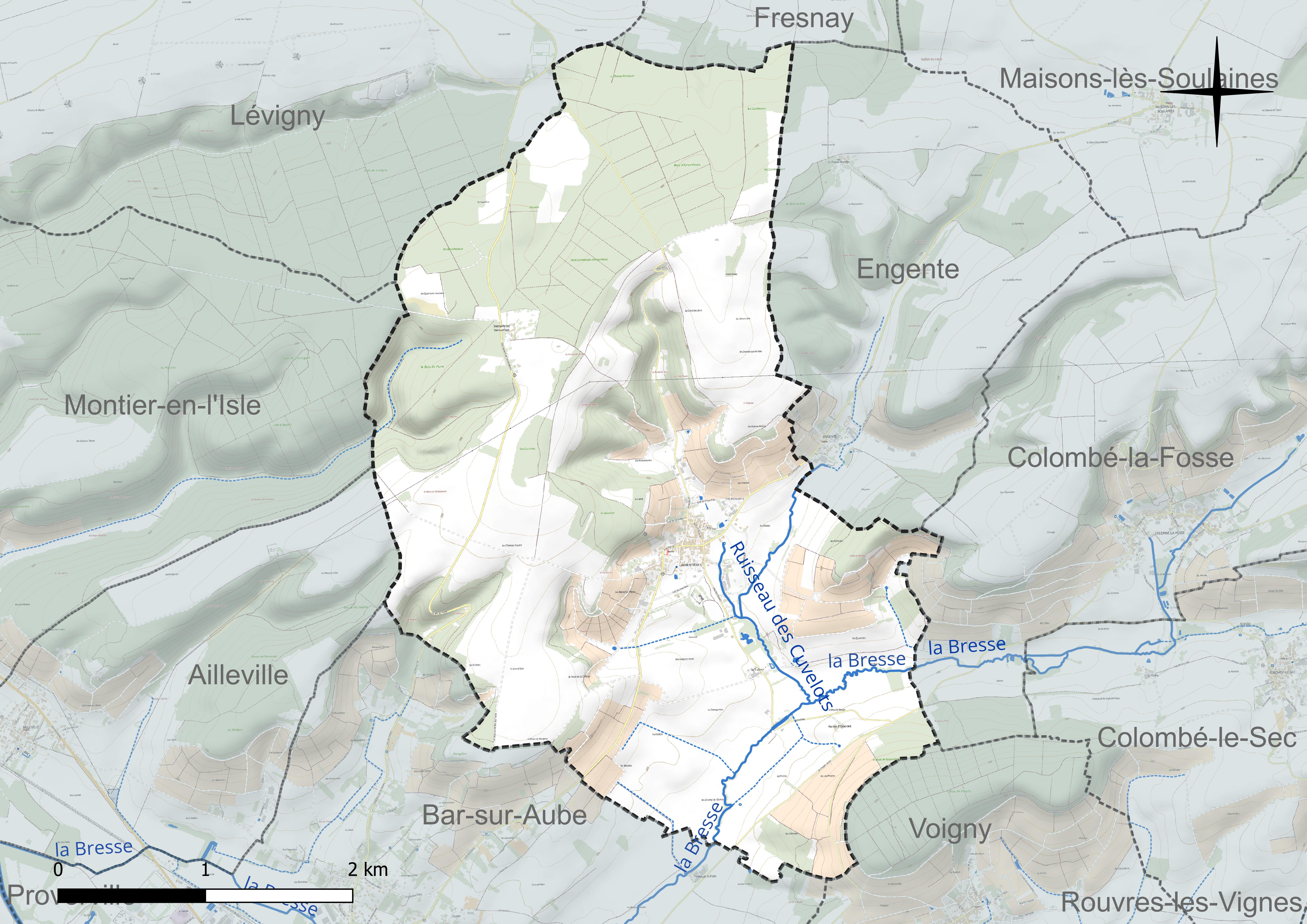
Réseau hydrographique d'Arrentières.

### Climat
Pour des articles plus généraux, voir Climat du Grand Est et Climat de l'Aube.
En 2010, le climat de la commune est de type climat des marges montargnardes, selon une étude du Centre national de la recherche scientifique s'appuyant sur une série de données couvrant la période 1971-2000. En 2020, Météo-France publie une typologie des climats de la France métropolitaine dans laquelle la commune est exposée à un climat océanique altéré et est dans la région climatique Lorraine, plateau de Langres, Morvan, caractérisée par un hiver rude (1,5 °C), des vents modérés et des brouillards fréquents en automne et hiver.
Pour la période 1971-2000, la température annuelle moyenne est de 10,5 °C, avec une amplitude thermique annuelle de 15,9 °C. Le cumul annuel moyen de précipitations est de 879 mm, avec 12,7 jours de précipitations en janvier et 9 jours en juillet. Pour la période 1991-2020, la température moyenne annuelle observée sur la station météorologique de Météo-France la plus proche, « Ailleville_sapc », sur la commune d'Ailleville à 5 km à vol d'oiseau, est de 11,4 °C et le cumul annuel moyen de précipitations est de 833,5 mm. 
La température maximale relevée sur cette station est de 41,3 °C, atteinte le 25 juillet 2019 ; la température minimale est de −19,7 °C, atteinte le 20 décembre 2009,,.
Les paramètres climatiques de la commune ont été estimés pour le milieu du siècle (2041-2070) selon différents scénarios d'émission de gaz à effet de serre à partir des nouvelles projections climatiques de référence DRIAS-2020. Ils sont consultables sur un site dédié publié par Météo-France en novembre 2022.

### Voies de communication et transports
Arrentières est traversée par les routes départementale 73 et 102. Cette première route permet de relier la commune de Bar-sur-Aube à celle de Doulevant-le-Château. D'autre part, la voie reliant Bar-sur-Aube à Vignory passe par le sud de la Ferme de la Tuilerie.

## Urbanisme

### Typologie
Au 1er janvier 2024, Arrentières est catégorisée commune rurale à habitat dispersé, selon la nouvelle grille communale de densité à 7 niveaux définie par l'Insee en 2022.
Elle est située hors unité urbaine. Par ailleurs la commune fait partie de l'aire d'attraction de Bar-sur-Aube, dont elle est une commune de la couronne,. Cette aire, qui regroupe 43 communes, est catégorisée dans les aires de moins de 50 000 habitants,.

### Occupation des sols
L'occupation des sols de la commune, telle qu'elle ressort de la base de données européenne d’occupation biophysique des sols Corine Land Cover (CLC), est marquée par l'importance des territoires agricoles (60 % en 2018), en diminution par rapport à 1990 (61,8 %). La répartition détaillée en 2018 est la suivante : 
terres arables (42,3 %), forêts (35,6 %), cultures permanentes (12,4 %), zones agricoles hétérogènes (3 %), zones urbanisées (2,5 %), prairies (2,3 %), milieux à végétation arbustive et/ou herbacée (1,9 %). L'évolution de l’occupation des sols de la commune et de ses infrastructures peut être observée sur les différentes représentations cartographiques du territoire : la carte de Cassini (XVIIIe siècle), la carte d'état-major (1820-1866) et les cartes ou photos aériennes de l'IGN pour la période actuelle (1950 à aujourd'hui).

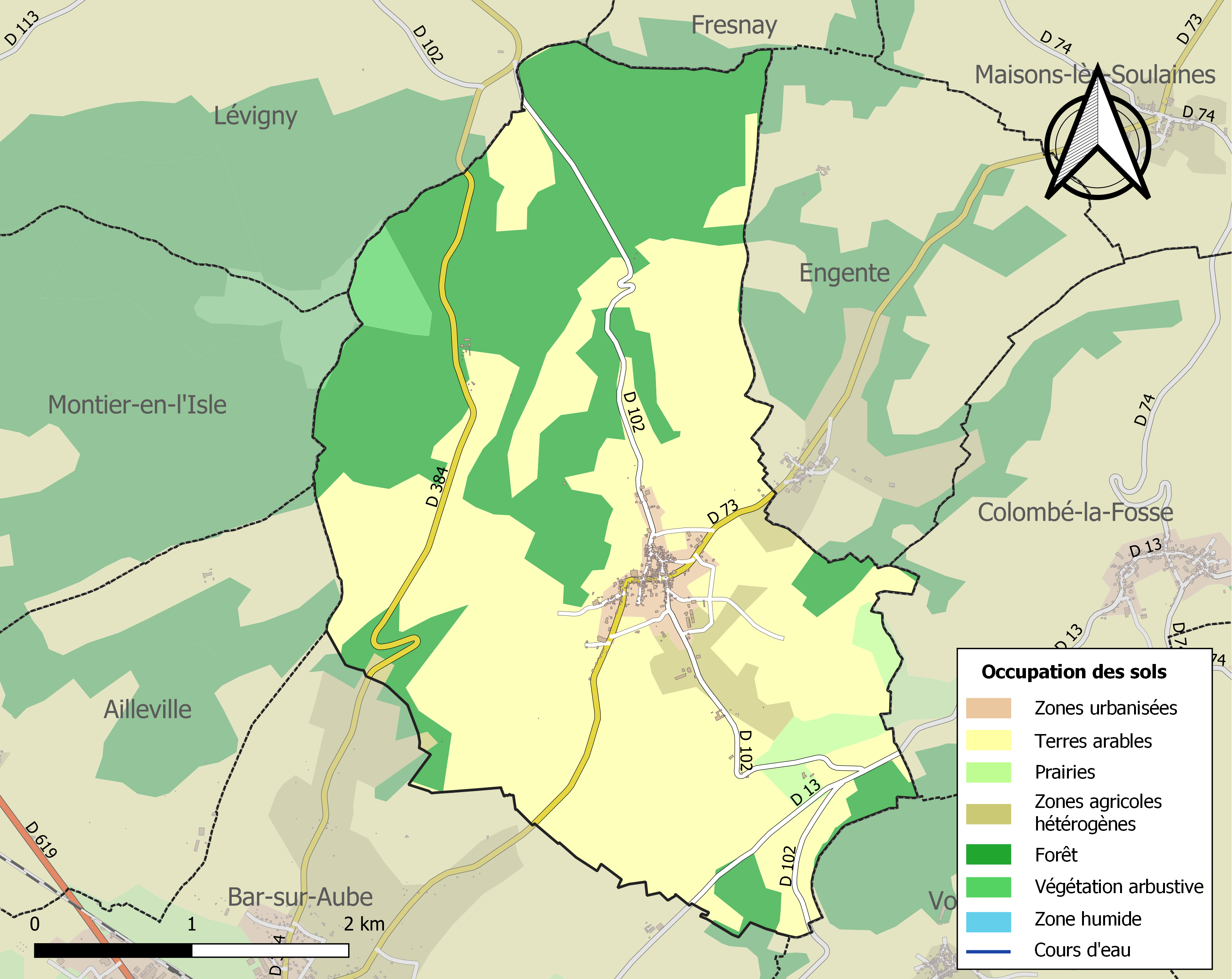
Carte des infrastructures et de l'occupation des sols de la commune en 2018 (CLC).

### Logement
En 2009, le nombre total de logements dans la commune était de 137, alors qu'il était de 117 en 1999.
Parmi ces logements, 68,8 % étaient des résidences principales, 20,8 % des résidences secondaires et 10,4 % des logements vacants. Ces logements étaient en totalité des maisons individuelles.
La proportion des résidences principales, propriétés de leurs occupants était de 86,3 %, en très légère hausse par rapport à 1999 (85,3 %).

### Projets d'aménagements
Les projets d'aménagements sont administrés par la communauté de communes de la Région de Bar-sur-Aube. L'ensemble des 27 communes de ce territoire collaborent afin de mettre en œuvre un projet commun de développement et d’aménagement de l’espace pour chaque ville et village.
Première commune à avoir imaginé d'installer des candélabres de couleur rouge dans ses rues, Arrentières est — en 1995 — l'une des premières petites communes à s'équiper d'une station d'épuration. Un projet innovant de chauffage collectif à alimentation bois pour l'ensemble des habitations a été imaginé mais non mise en œuvre, compte tenu du manque de financement. Après la réfection des routes durant trois années, de l'éclairage public, du réseau d'eau et de l'église (retable refait à neuf) en 2010, la commune lance la rénovation de la salle des fêtes ainsi que celle des murs des deux lavoirs.

## Toponymie
Les noms suivants sont attestés : Arrentières (ou Arenterium / Arenthières en 1147), Arentières en 1793 et Arentière en 1801. Il s'agit d'une formation dialectale provenant de l'adjectif arremier signifiant « qui doit une rente, qui paie une rente ».

## Histoire
Au XIIe siècle, les seigneurs du village sont la commanderie de Thors, dont l'origine remonte aux templiers. Durant cette même époque, il existe a Arrentières un prieur de l'ordre de Citeaux. Celui-ci est transféré durant la fin du XVIIe siècle à Chaumont.
Au XIVe siècle, Jean d'Arrentières est désigné bailli royal et sert le comte de Bar. En 1371, il fait arrêter la comtesse Yolande de Bar sur ordre de Charles V et la tient captive.

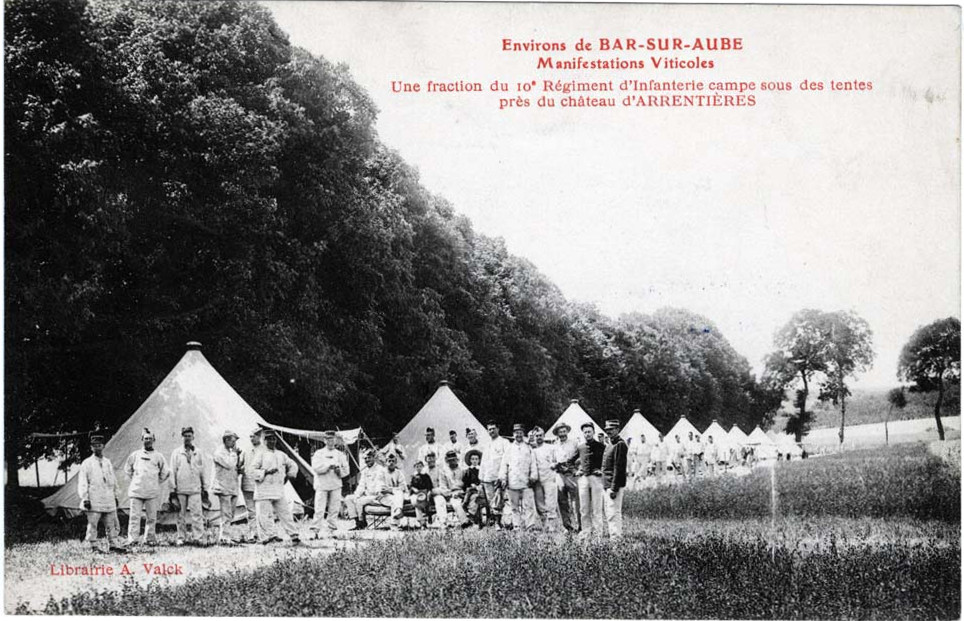
Le 10e régiment d'infanterie stationne à Arrentières lors des révoltes de vignerons de 1911.

En 1789, le village dépendait de l'intendance et de la généralité de Châlons, de l'élection de Bar-sur-Aube et du bailliage de Chaumont et de la prévôté de Bar.

### Orimont
Ferme, bois et colline, en partie sur Voigny et prieuré de femmes.
En 1262, le nom est écrit Ourmont, et Aurimont en 1609.
La ferme d'Orimont, située au sud-est du territoire d'Arrentières, est mentionnée en 1148.
Prieuré fondé par l'évêque de Langres Geoffroy de La Roche-Vanneau, il dépendait de l'abbaye de Poligny. 51 ans plus tard, une bulle du pape Honorius III rattache le prieuré à l'abbaye de Montier-la-Celle tout en laissant l'ancienne abbesse comme supérieure du prieuré. En 1502, il est cité comme étant en ruine, ravagé par les guerres. Le 7 février 1694, Louis Armand de Simiane de Gordes acceptait le transfert du prieuré dans la maison de Chaumont-le-Bois. La chapelle à Orimont devant être détruite pour en élever une nouvelle à Chaumont. Le prieuré est supprimé en 1740 et ses biens fondus à ceux de Poligny.

## Politique et administration

### Tendances politiques et résultats
Au second tour de l'élection présidentielle de 2002, 76,32 % des suffrages ont été exprimés pour Jacques Chirac (RPR), 23,68 % pour Jean-Marie Le Pen (FN).
Au second tour de l'élection présidentielle de 2007, 81,18 % des suffrages se sont exprimés pour Nicolas Sarkozy (UMP), 18,82 % pour Ségolène Royal (PS), avec un taux de participation de 86,63 %.
Au second tour de l'élection présidentielle de 2012, 78,57 % des suffrages se sont exprimés pour Nicolas Sarkozy (UMP), 21,43 % pour François Hollande (PS), avec un taux de participation de 93,90 %.

### Administration municipale
Le nombre d'habitants de la commune étant compris entre 100 et 500, le nombre de membres du conseil municipal est de 11.

### Liste des maires
| Période                                  | Période                      | Identité                                         | Étiquette | Qualité     |
| ---------------------------------------- | ---------------------------- | ------------------------------------------------ | --------- | ----------- |
| Les données manquantes sont à compléter. |                              |                                                  |           |             |
| avant 1857                               |                              | Louis Ladislas de Lassus                         |           |             |
| avant 1988                               | ?                            | François Grandgirard                             |           |             |
| mars 2001                                | En cours (au 3 juillet 2020) | Alain Mennetrier, Réélu pour le mandat 2020-2026 | LR        | Agriculteur |

### Instances judiciaires et administratives
Arrentières relève du tribunal d'instance de Troyes, du tribunal de grande instance de Troyes, de la Cour d'appel de Reims, du tribunal pour enfants de Troyes, du conseil de prud'hommes de Troyes, du tribunal de commerce de Troyes, du tribunal administratif de Châlons-en-Champagne et de la cour administrative d'appel de Nancy.

### Politique environnementale
La collecte, la valorisation et l'élimination des déchets sont assurés par la communauté de communes de la Région de Bar-sur-Aube.

### Finances locales
De 2008 à 2013, la gestion municipale a permis de maintenir la capacité d'autofinancement nette du remboursement en capital des emprunts à un taux par habitant meilleur que dans les communes de même type :
| Année | Dans la commune | Moyenne de la strate |
| ----- | --------------- | -------------------- |
| 2008  | 202 €           | 156 €                |
| 2009  | 350 €           | 150 €                |
| 2010  | 174 €           | 143 €                |
| 2011  | 220 €           | 179 €                |
| 2012  | 174 €           | 189 €                |

### Jumelages
Au 2 mars 2014, Arrentières n'est jumelée avec aucune commune.

## Population et société

### Démographie

#### Évolution démographie
L'évolution du nombre d'habitants est connue à travers les recensements de la population effectués dans la commune depuis 1793. Pour les communes de moins de 10 000 habitants, une enquête de recensement portant sur toute la population est réalisée tous les cinq ans, les populations de référence des années intermédiaires étant quant à elles estimées par interpolation ou extrapolation. Pour la commune, le premier recensement exhaustif entrant dans le cadre du nouveau dispositif a été réalisé en 2007.

En 2022, la commune comptait 187 habitants, en évolution de −14,61 % par rapport à 2016 (Aube : +0,7 %, France hors Mayotte : +2,11 %).
| 1793 | 1800 | 1806 | 1821 | 1831 | 1836 | 1841 | 1846 | 1851 |
| ---- | ---- | ---- | ---- | ---- | ---- | ---- | ---- | ---- |
| 579  | 609  | 579  | 587  | 631  | 611  | 614  | 621  | 654  |

| 1856 | 1861 | 1866 | 1872 | 1876 | 1881 | 1886 | 1891 | 1896 |
| ---- | ---- | ---- | ---- | ---- | ---- | ---- | ---- | ---- |
| 616  | 616  | 622  | 592  | 599  | 588  | 557  | 548  | 517  |

| 1901 | 1906 | 1911 | 1921 | 1926 | 1931 | 1936 | 1946 | 1954 |
| ---- | ---- | ---- | ---- | ---- | ---- | ---- | ---- | ---- |
| 470  | 434  | 390  | 349  | 322  | 308  | 319  | 294  | 325  |

| 1962 | 1968 | 1975 | 1982 | 1990 | 1999 | 2006 | 2007 | 2012 |
| ---- | ---- | ---- | ---- | ---- | ---- | ---- | ---- | ---- |
| 271  | 235  | 241  | 245  | 244  | 231  | 211  | 208  | 228  |

| 2017 | 2022 | - | - | - | - | - | - | - |
| ---- | ---- | - | - | - | - | - | - | - |
| 214  | 187  | - | - | - | - | - | - | - |

#### Pyramide des âges
En 2021, le taux de personnes d'un âge inférieur à 30 ans s'élève à 27,3 %, soit en dessous de la moyenne départementale (35,0 %). À l'inverse, le taux de personnes d'âge supérieur à 60 ans est de 37,5 % la même année, alors qu'il est de 28,2 % au niveau départemental.
En 2021, la commune comptait 97 hommes pour 101 femmes, soit un taux de 51,01 % de femmes, légèrement inférieur au taux départemental (51,30 %).
Les pyramides des âges de la commune et du département s'établissent comme suit :
| Hommes | Classe d’âge | Femmes |
| ------ | ------------ | ------ |
| 0,0    | 90 ou +      | 2,2    |
| 8,1    | 75-89 ans    | 13,3   |
| 26,7   | 60-74 ans    | 24,4   |
| 17,4   | 45-59 ans    | 21,1   |
| 18,6   | 30-44 ans    | 13,3   |
| 10,5   | 15-29 ans    | 11,1   |
| 18,6   | 0-14 ans     | 14,4   |

| Hommes | Classe d’âge | Femmes |
| ------ | ------------ | ------ |
| 0,8    | 90 ou +      | 2,1    |
| 7,4    | 75-89 ans    | 10,2   |
| 17,4   | 60-74 ans    | 18,4   |
| 19,4   | 45-59 ans    | 19     |
| 17,8   | 30-44 ans    | 17,3   |
| 18,3   | 15-29 ans    | 15,9   |
| 19     | 0-14 ans     | 17,1   |

### Enseignement
Arrentières est située dans l'académie de Reims.
La commune administrait une école élémentaire (cycle 1) regroupant une classe de 17 élèves en 2012-2013. Cette classe a été fermée avant la rentrée 2013-2014, la commune intégrant le regroupement pédagogique intercommunal (RPI) « Syndicat mixte Bresse Œillet ».
L'école maternelle la plus proche est située à Colombé-la-Fosse et depuis la rentrée 2013-2014, au sein du regroupement, l'école élémentaire est située à Colombé-le-Sec. Pour l'enseignement secondaire, les élèves vont à la cité Gaston-Bachelard de Bar-sur-Aube.
Les difficultés d'organisation des classes au sein du regroupement pédagogique intercommunal ont fait la une du quotidien L'Est-Éclair début 2014.

### Manifestations culturelles et festivités
La « Route du champagne en fête », manifestation d'envergure qui dure deux jours, se déroulera à Arrentières les 30 et 31 juillet en 2016
.

### Santé
Il n'y a ni médecin ni infirmier exerçant une activité à Arrentières. Les plus proches, ainsi que le centre hospitalier, sont localisés à Bar-sur-Aube.

### Sports
La commune dispose d'un terrain de football. Le 1er mai 2013, pour la deuxième année, l'Étoile cycliste baralbine organisait la course cycliste « Prix d'Arrentières »,.

### Médias
Le quotidien régional L'Est-Éclair assure la publication des informations locales à la commune. Il existe également La Revue agricole de l'Aube, hebdomadaire d'informations agricoles, viticoles et rurales.
La commune ne dispose pas de nœud de raccordement ADSL installé dans cette commune, ni de connexion à un réseau de fibre optique. Les lignes téléphoniques sont raccordées à des équipements situés à Bar-sur-Aube et Ville-sur-Terre.

### Cultes
Seul le culte catholique est célébré à Arrentières. La commune est l'une des onze communes regroupées dans la paroisse « de Bar-sur-Aube », l'une des neuf paroisses de l'espace pastoral « Côtes des Bar » au sein du diocèse de Troyes, le lieu de culte est l'église paroissiale Saint-Jacques-le-Majeur.
Cette église à trois nefs dédiée à saint Jacques-le-Majeur, date du XVIIIe siècle. Son clocher est inspiré de celui de l'église Saint-Pierre de Bar-sur-Aube.

## Économie

### Revenus de la population et fiscalité
En 2011, le revenu fiscal médian par ménage était de 36 134 €, ce qui plaçait Arrentières au 6 411e rang parmi les 31 886 communes de plus de 49 ménages en métropole.
En 2009, 30,8 % des foyers fiscaux n'étaient pas imposables.

### Emploi
En 2009, la population âgée de 15 à 64 ans s'élevait à 133 personnes, parmi lesquelles on comptait 76,9 % d'actifs dont 67,9 % ayant un emploi et 9 % de chômeurs.
On comptait 50 emplois dans la zone d'emploi, contre 59 en 1999. Le nombre d'actifs ayant un emploi résidant dans la zone d'emploi étant de 93, l'indicateur de concentration d'emploi est de 53,9 %, ce qui signifie que la zone d'emploi offre à peine plus d'un emploi pour deux habitants actifs.

### Entreprises et commerces
Au 31 décembre 2010, Arrentières comptait 62 établissements : 48 dans l’agriculture-sylviculture-pêche, 1 dans l'industrie, aucun dans la construction, 10 dans le commerce-transports-services divers et 3 étaient relatifs au secteur administratif.
En 2011, aucune entreprise n'a été créée à Arrentières.
Bien que la commune ne comptait que 229 habitants au dernier recensement de 2022 , on y dénombre pas moins de huit producteurs de champagne, la commune comptant 130 hectares en champagne (AOC).

## Culture locale et patrimoine

### Lieux et monuments

#### Monuments remarquables
La commune compte un monument inscrit partiellement à l'inventaire des monuments historiques et aucun lieu ou monument répertoriés à l'inventaire général du patrimoine culturel. Par ailleurs, elle compte 10 objets classés à l'inventaire des monuments historiques et 15 objets répertoriés à l'inventaire général du patrimoine culturel.
Le château d'Arrentières a été construit au XIIIe siècle. Les logis et les tours ont été reconstruits en grande partie à la fin du Moyen Âge. Le bâtiment est partiellement inscrit depuis le 20 mai 1994.

#### Autres lieux et monuments
L'église Saint-Jacques-le-Majeur d'Arrentières renferme dix objets classés à l'inventaire des monuments historiques :
- statue de la Vierge à l'Enfant, datée du 4e quart du XVIe siècle, inscrite depuis le 12 août 1985[55] ;
- statuette de saint Jacques, datée du XVIIIe siècle, inscrite depuis le 4 février 1975[56] ;
- statue de la Vierge à l'Enfant, datée du XVIIIe siècle, inscrite depuis le 4 février 1975[57] ;
- statuette de saint Jacques, datée du 2e quart du XVIIIe siècle, inscrite depuis le 14 mai 1975[58] ;
- croix d'autel, datée du 2e quart du XVIIIe siècle, inscrite depuis le 14 mai 1975[59] ;
- statuette de saint Roch (disparue), datée du 2e quart du XVIIIe siècle, inscrite depuis le 14 mai 1975[60] ;
- retable, tabernacle et gradin du maître-autel, datés du 2e quart du XVIIIe siècle, dus au sculpteur Jean-Baptiste Bouchardon, inscrits depuis le 14 mai 1975[61] ; le retable a été réalisé après l’exécution du grand retable à colonnes et à baldaquin de Bar-sur-Aube[62] ;
- statue d'un saint évêque, datée du XVIe siècle, inscrite depuis le 14 mai 1975[63] ;
- dalle funéraire de Jean de La Barre, datée du 2e quart du XVIe siècle, inscrite depuis le 27 décembre 1913[64] ;
- dalle funéraire de Hugues Gradey, datée du 3e quart du XVIe siècle, inscrite depuis le 27 décembre 1913[65].

### Héraldique
| Armes d'Arrentières | Les armes d'Arrentières se blasonnent ainsi : Tranché : au 1er d'argent au pampre de vigne de sinople fruité de gueules, au 2e d'azur à la gerbe de blé d'or, au chef de sinople brochant chargé d'un demi-vol d'or accosté de deux tours d'argent ouvertes du champ et maçonnées de sable. |